# 張允伸
張 允伸（ちょう いんしん、785年 - 872年）は、唐代の軍人。字は逢昌。本貫は幽州薊県。

## 経歴
盧龍軍に仕えて押牙に累進し、馬歩軍都知兵馬使を兼ねた。大中4年（850年）、盧龍軍節度使の周綝が病に臥せると、允伸は留後となり、右散騎常侍を加えられた。この年の冬、検校工部尚書に転じた。ほどなく盧龍軍節度使となった。咸通9年（868年）、光禄大夫の位を加えられ、検校司徒・兼太傅・同中書門下平章事となり、燕国公に封じられた。
咸通10年（869年）、龐勛が徐州で反乱を起こすと、允伸は米50万斛・塩2万斛を朝廷に献上した。この年の冬、特進を加えられ、侍中を兼ねた。咸通12年（871年）、病のため医薬を求め、子の張簡会を幽州盧龍軍節度副大使とした。咸通13年（872年）1月25日、死去した。享年は88。太尉の位を追贈された。諡は忠烈といった。

## 家族
- 曾祖父：張秀（檀州刺史）
- 祖父：張巌（納降軍使）
- 父：張朝掖（贈太尉）
- 弟：張允皋（薊州刺史）[1][4]
- 子：張簡会（検校工部尚書・幽州盧龍軍節度副大使）
- 子：張簡真（幽州大都督府左司馬）
- 子：張簡寿（右領軍衛大将軍）[5]

## 伝記資料
- 『旧唐書』巻180 列伝第130
- 『新唐書』巻212 列伝第137